# Festa da Chiquita
A Festa da Chiquita, anteriormente conhecida como Festa das Filhas de Chiquita ou Festa da Maria Chiquita, é uma festividade profana que ocorre anualmente em Belém, após a procissão da Trasladação do Círio de Nazaré.

## Histórico
A Festa da Chiquita foi criada em 1978, por um sociólogo carioca, Luís Bandeira, sob o nome de Filhas da Chiquita ou Festa da Maria Chiquita. O nome é uma alusão à personagem "Chiquita Bacana", da marchinha de carnaval homônima, mais especificamente em sua releitura feita por Caetano Veloso, "A Filha da Chiquita Bacana", de 1977.
Desde suas origens no Bar do Parque, Praça da República, em Belém, o evento esteve ligado à comunidade LGBTQIA+, característica que ganhou maior ênfase quando passou a ser organizada pelo cantor Eloy Iglesias. Tem seu início na noite do segundo sábado de outubro, após a passagem da Berlinda, durante a Trasladação do Círio de Nazaré. Apesar de ser um evento vinculado a uma festividade católica, a Festa da Chiquita não é reconhecida como tal pela Igreja Católica. Todavia, foi tombada pelo IPHAN, pela UNESCO e pela Lei Nº 9.025, de 17 de março de 2020, como patrimônio cultural imaterial do estado do Pará.

## Premiações
A festa também é conhecida pelas honrarias cedidas as pessoas ligadas à causa LGBTQIA+. Entre as premiações, estão o "Veado de Ouro", "Botina de Ouro", "Rainha do Círio" e "Amigos da Chiquita". Celebridades como a cantora Gretchen e o ex-deputado federal Jean Wyllys já foram homenageados com o prêmio Veado de Ouro.

## Documentário
- As Filhas da Chiquita (2006)[9]